# Püspökszilágy
Püspökszilágy is een plaats (község) en gemeente in het Hongaarse comitaat Pest. Püspökszilágy telt 718 inwoners (2001).